# مارينفيردر (منطقة)

المناطق الإدارية في غرب بروسيا :
Regierungsbezirk Marienwerder

كانت منطقة مارينفيردر ( Regierungsbezirk Marienwerder ) منطقة حكومية ( Regierungsbezirk ) من بروسيا من عام 1815 حتى عام 1945. كانت العاصمة الإقليمية Marienwerder في غرب بروسيا (الآن Kwidzyn) ‏. كانت منطقة مارينفيردر جزءًا من مقاطعة بروسيا الغربية من 1815-1829، ومرة أخرى 1878-1920، تابعة لمقاطعة بروسيا في السنوات المتداخلة. ثم تم وضع منطقة Marienwerder تحت لجنة مشتركة من الحلفاء من 1920-1922 وتم تقسيمها في نهاية المطاف ، مع تضمين المناطق الغربية داخل الجمهورية البولندية المنشأة حديثًا كجزء من الممر البولندي المسمى. تم تسمية الجزء الشرقي من Marienwerder التي صوتت ليتم دمجها في جمهورية فايمار منطقة غرب بروسيا (Regierungsbezirk Westpreußen) بينما تم ضمها إلى مقاطعة شرق بروسيا من 1922 إلى 1939 ، وبعد ذلك تمت استعادة اسمها الأصلي حتى حلها عام 1945.

## المناطق 1818 إلى 1920

### المناطق الحضرية
1. شوكة (1900-1920)، مفككة عن منطقة ثورن
2. غراودينز (1900-1920)، مفككة عن منطقة غراودينز

## المناطق عام 1937

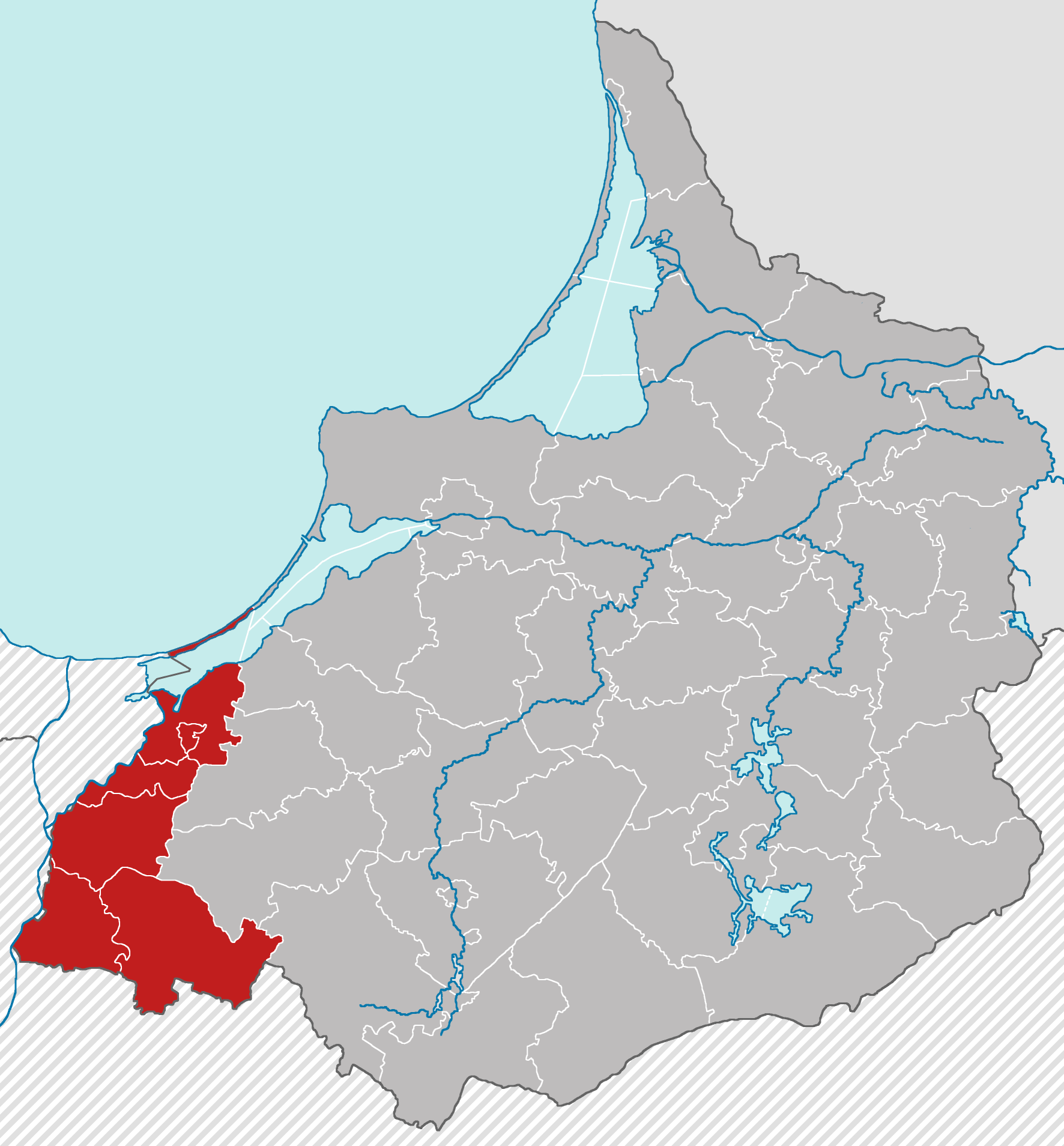
غرب بروسيا ، كما تم استدعاء المنطقة من عام 1922 إلى عام 1939، ثم داخل مقاطعة بروسيا الشرقية

### المناطق الحضرية
1. إلبينغ (1874-1945) ، مفككة عن منطقة إلبينغ الريفية

## الرؤساء الإقليميون
- 1814-1823 : تيودور غوتليب فون هيبل الأصغر (1775–1843)
- 1823-1825 : يوهان كارل روث (1771–1853)
- 1825-1830 : إدوارد فون فلوتويل (1786–1865)
- 1830-1850 : Jakob von Nordenflycht [الإنجليزية] (1785–1854)
- 1850-1875 : بوثو هاينريش زو أولينبرغ (1804–1879)
- 1875–1881 : Adalbert von Flottwell [الإنجليزية] (1829–1909)
- 1881-1891 : Christian Julius von Massenbach [الإنجليزية] (1832-1904)
- 1891–1901 : Karl Heinrich Ludwig von Horn [karl von horn (marienwerder)] (1833–1911)
- 1901-1905 : Ernst Ludwig von Jagow [الإنجليزية] (1853-1930)
- 1905-1920 : Karl Schilling (regional president) [karl schilling (regierungspräsident)] (1858-1931)
- 1920-1922 : Theodor von Baudissin [الإنجليزية]
- 1922-1923 : Alfons Proske [الإنجليزية]
- 1923-1925 : Roland Brauweiler [الإنجليزية]
- 1925-1936 : Karl Budding [الإنجليزية]
- 1936-1945 : Otto von Keudell [otto von keudell (beamter)]